# Kisbágyon
Kisbágyon é um município da Hungria, situado no condado de Nógrád. Tem 10,24 km² de área e sua população em 2015 foi estimada em 423 habitantes.